# Железково (Смоленская область)
Железково — деревня в Краснинском районе Смоленской области России. Входит в состав Маньковского сельского поселения. Население — 26 жителей (2007 год).
Расположена в западной части области в 9 км к северо-востоку от Красного, в 2,5 км севернее автодороги Р135 (Смоленск — Красный — Гусино), на берегу реки Ветесна. В 13 км северо-западнее деревни расположена железнодорожная станция Велино на линии Москва — Минск.

## История
В годы Великой Отечественной войны деревня была оккупирована гитлеровскими войсками в июле 1941 года, освобождена в сентябре 1943 года.